# Kiwaiyu Island
Kiwaiyu Island är en ö i Kenya.   Den ligger i länet Lamu, i den sydöstra delen av landet, 500 km öster om huvudstaden Nairobi. Arean är 13,8 kvadratkilometer.
Terrängen på Kiwaiyu Island är mycket platt. Öns högsta punkt är 37 meter över havet. Den sträcker sig 8,8 kilometer i nord-sydlig riktning, och 7,3 kilometer i öst-västlig riktning.